# Expérience terminale
Expérience terminale (titre original : The Terminal Experiment) est un roman de Robert J. Sawyer publié en 1995. 

## Distinction
Le roman reçoit le prix Nebula du meilleur roman en 1995.